# Gotthold Christian Clausnitzer
Gotthold Christian Clausnitzer (ur. 26 września 1810 w Ruhland, zm. 24 grudnia 1875 w Katowicach) – niemiecki duchowny luterański, pierwszy proboszcz parafii Ewangelicko-Augsburskiej w Katowicach.

## Życiorys
Urodził się 26 września 1810 roku w Ruhland. Studiował na Uniwersytecie Wrocławskim. W 1842 roku został rektorem szkoły ewangelickiej w Tarnowskich Górach, a od 19 lutego 1849 roku do 1 maja 1854 roku uczył przedmiotów elementarnych w tamtejszej szkole górniczej.
Został pierwszym pastorem ewangelickiej gminy wyznaniowej w Katowicach, założonej w 1854 roku. Po przybyciu z Tarnowskich Gór, zapewniono mu mieszkanie i utrzymanie, a Hubert von Tiele-Winckler przekazał na cele sakralne halę huty „Martha” w centrum Katowic. W grudniu tego samego roku został administratorem parafii, a pierwsze odprawione przez niego nabożeństwo w Katowicach, na którym został także uroczyście wprowadzony, odbyło się 24 grudnia 1854 roku.
14 lutego 1855 roku zaczął prowadzić zajęcia z religii dla dzieci wyznania ewangelickiego w wieku 8–14 lat uczęszczających do szkoły katolickiej. Odbywały się one początkowo w jego mieszkaniu dwa razy w tygodniu. Samodzielną izbę szkolną wraz z mieszkaniem nauczyciela przy późniejszej ulicy Młyńskiej oddano do użytku 3 marca 1856 roku, a w szkole tej nauczał religii dla wyższych klas.
Ponieważ zasadą Kościoła ewangelickiego było mówienie do wiernych w ich języku, pastor był zobowiązany do wykazania się także znajomością języka polskiego. Wygłosił kazanie m.in. w języku polskim 17 lipca 1856 roku, kiedy to odbyła się uroczystość położenia kamienia węgielnego pod katowicką świątynię ewangelicką. Została ona poświęcona 29 września 1858 roku, a po jej oddaniu wiernym, w 1859 roku został mianowany proboszczem parafii ewangelickiej. Do 1871 roku opiekował się także zborem mysłowickim.
Zmarł 24 grudnia 1875 roku w Katowicach. Został pochowany na pierwszym katowickim cmentarzu ewangelickim, który znajdował się przy ulicy K. Damrota.